# Greg Proops

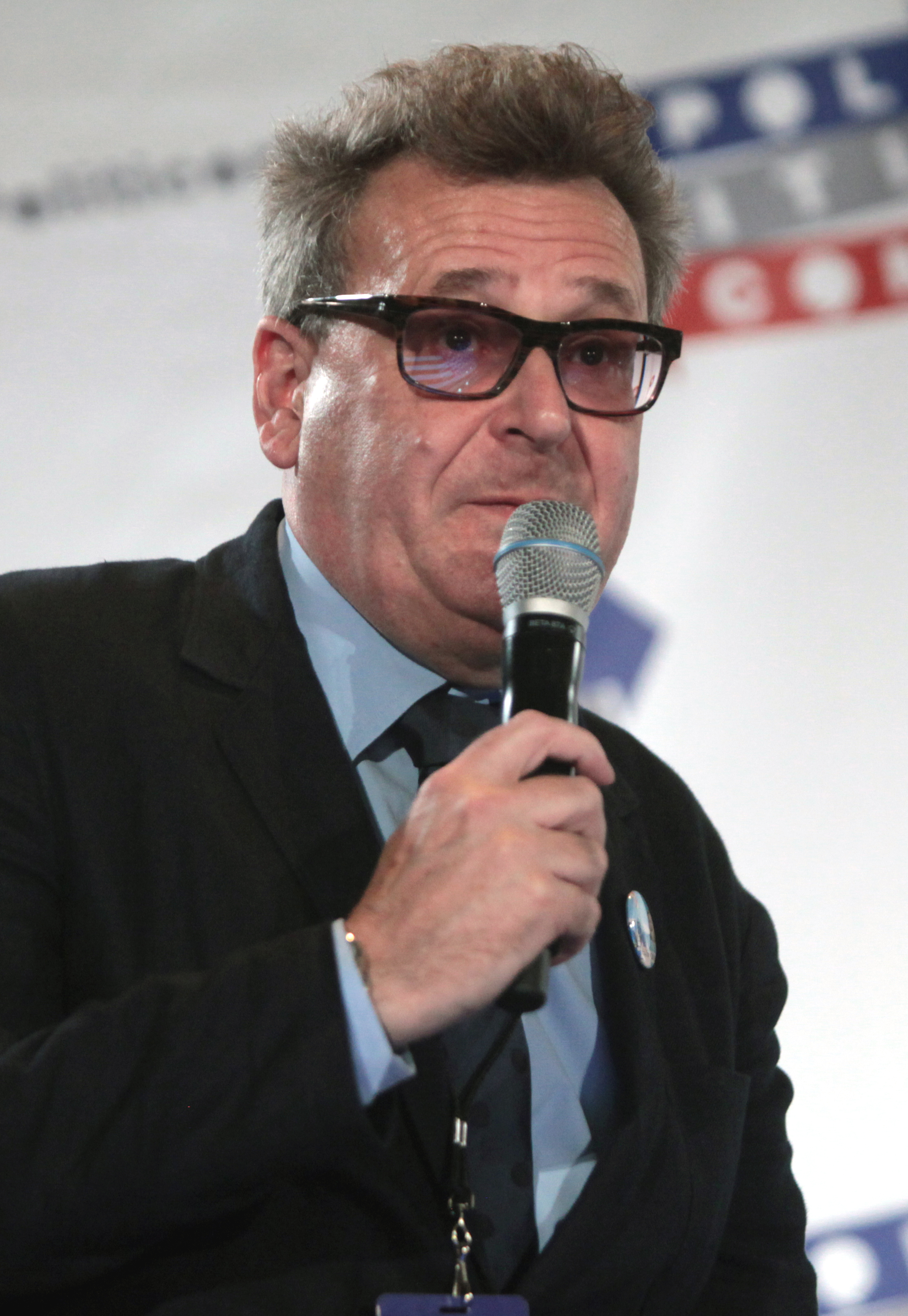
Greg Proops (2016)

Greg Proops (* 3. Oktober 1959 in Phoenix, Arizona) ist ein US-amerikanischer Schauspieler.

## Leben
Proops wurde 1959 in Phoenix (Arizona) geboren, wuchs aber in San Carlos (Kalifornien) auf. Dort besuchte er die örtliche Highschool und studierte zunächst am San Mateo Junior College Radio, bevor er an der San Francisco State University zum Theater wechselte. Allerdings verließ er die Universität nach zweieinhalb Jahren ohne Abschluss. Danach schloss er sich einer Improvisationstheater-Gruppe um Mike McShane an. Über dieses Engagement bekamen beide ein Engagement in der Comedy-Show Whose Line Is It Anyway?, für die er vier Jahre nach London zog. Er begann dann als Stand-up-Comedian durch Europa und Neuseeland zu touren. Er war außerdem der Moderator der Gameshow Space Cadet und trat bei Mock the Week auf. Zurück in den USA arbeitete er für To Tell the Truth (2000) auf und war Host zweier Gameshows: VS. (1999) und Rendez-View (2001).
Neben seiner Arbeit im Fernsehen beteiligte er sich als Synchronsprecher an diversen Kinofilmen und Serien, wie The Nightmare Before Christmas, Bob der Baumeister und Asterix und die Wikinger.
Nach seiner Sprechrolle als Fode in Star Wars: Episode I – Die dunkle Bedrohung übernahm er die gleiche Rolle in der Videospiel-Konvertierung des Films und dem eigenständigen Videospiel  Star Wars Episode I: Racer. Eine kleine Rolle als Tal Merrick hatte er in der Zeichentrickserie The Clone Wars.
Greg Proops war ebenfalls als Radiomoderator tätig, insbesondere in den 1990er Jahren für diverse Sender der BBC. Seit 2010 produziert Proops einen Podcast The Smartest Man in the World.

## Privatleben
Greg Proops ist verheiratet und lebt mit seiner Frau Jennifer Canaga im Stadtteil Hollywood von Los Angeles im US-Staat Kalifornien.

## Filmografie

### Filme und Fernsehserien
- 1987: West Is West
- 1990: Der Nachtfalke (Midnight Caller, 1 Folge)
- 1990: Je reicher, desto ärmer (Thanksgiving Day)
- 1994: Anna Lee (Fernsehserie, 1 Folge)
- 1996: Alle unter einem Dach (Family Matters)
- 1997: Hinterm Mond gleich links (3rd Rock from the Sun, 1 Folge)
- 1998: Mike Hammer, Private Eye (1 Folge)
- 1999: Der Hotelboy (The Jamie Foxx Show, 1 Folge)
- 2000: Veronica (Veronica’s Closet, 1 Folge)
- 2002: Just Shoot Me – Redaktion durchgeknipst (Just Shoot Me, 1 Folge)
- 2002: Electric Playground (1 Folge)
- 2000–2003: Ein Witzbold namens Carey (The Drew Carey Show, 3 Folgen)
- 2003: 10-8: Officers on Duty (1 Folge)
- 2006: Cyxork 7
- 2006: Alles Betty! (1 Folge)
- 2008–2009: Easy to Assemble (3 Folgen)
- 2008–2011: True Jackson (True Jackson, VP) (Fernsehserie)
- 2010: Star Wars: Clone Wars (2 Folgen)

### Sprechrollen
- 1993: Nightmare Before Christmas
- 1996: Pandemonium! (Videospiel)
- 1996: Dennis the Menace (1 Folge)
- 1997: Der Mann an sich… (Men Behaving Badly, 1 Folge)
- 1999–2004: Bob der Baumeister (Bob the Builder, 6 Folgen)
- 1999: Star Wars: Episode I – Die dunkle Bedrohung (Star Wars: Episode I – The Phantom Menace)
- 1999: Star Wars: Episode I – The Phantom Menace (Videospiel)
- 2000: Star Wars: Episode I – Racer (Videospiel)
- 2001: Driven (Videospiel)
- 2002: Bagboy!
- 2003: Bob the Builder: Building Friendships
- 2003: Bob the Builder: Tool Power
- 2003: Kaena – Die Prophezeiung (Kaena: La prophétie)
- 2003: Bärenbrüder (Male Love Bear)
- 2003–2004: Stripperella
- 2005: Bob the Builder: Project Build It (11 Folgen)
- 2006: Asterix und die Wikinger (Astérix et les Vikings)

### Als Moderator und Gast
- 1989–2006: Whose Line Is It Anyway (Co-Moderator)
- 1997: Space Cadets (Moderator)
- 1999–2000: Vs. (Moderator)
- 2001: Late Friday (Moderator)
- 2001: Hollywood Squares (Gastauftritte in 12 Folgen)
- 2001: Rendez-View (Moderator)
- 2005–2010: The Late Show with Craig Ferguson (Gastauftritte in 8 Folgen)
- seit 2009: Chelsea Lately (6 Folgen)